# لسفیجان
لسفیجان روستایی است در شهرستان نور در استان مازندران ایران. این روستا در بخش چمستان این شهرستان قرار گرفته است. مردم این روستا بیشتر از طایفه لونج بوده و در فصل بهار و تابستان به ییلاق بیمک و هلوپشته کوچ می‌کنند